# Municipio de Xicohtzinco
Xicohtzinco ([ˈxikotzinko]ⓘ) (del náhuatl Xicoh [Xicoh] ‘Jicote’, y -tzinco [-detrás] ‘Detrás del jicote o de los jicotes’ ) es una población de los 60 municipios que integran el estado mexicano de Tlaxcala. Su cabecera es la localidad de Xicohtzinco.
Xicohtzinco fue erigido como municipio libre el 15 de enero de 1942, donde se le otorgó autonomía política y administrativa. El municipio se encuentra al sur del estado y de acuerdo con el censo de población y vivienda de 2010 realizado por el Instituto Nacional de Estadística y Geografía su población total municipal es de 12 255.

## Localización
El municipio de Xicohtzinco se sitúa en un eje de coordenadas geográficas entre los 19 grados 11 minutos latitud norte y 98 grados 14 minutos longitud oeste. 
El municipio de Xicohtzinco se localiza en el Altiplano central mexicano a 2200 metros sobre el nivel del mar. Es parte de la Zona metropolitana Puebla-Tlaxcala; Xicohtzinco colinda al norte y al oeste  con el municipio de Zacatelco; al noreste con el municipio de Santa Catarina Ayometla; al sur y al este con el municipio de Papalotla de Xicoténcatl; y al suroeste con el Estado de Puebla, específicamente con el municipio de Cuautlancingo.

## Orografía
Se presenta en el municipio una sola forma característica de relieve, que corresponde a las zonas planas y abarca la totalidad de la superficie del municipio. 

## Hidrografía
Comprendido en la región del río Balsas y la cuenca del río Atoyac, el río Zahuapan, en su recorrido aproximado de 1,7 km, atraviesa el territorio del municipio de Xicohtzinco desde el poniente hasta el oriente. De igual manera el río Atoyac tiene aproximadamente un recorrido sobre el municipio de 2,1 km. Dicho recorrido del río Atoyac es en sentido y dirección a Puebla y sirve como límite con el estado de Puebla. 

## Clima
En la mayor parte del municipio prevalece el clima templado subhúmedo con lluvias en verano. Igualmente la temperatura promedio máxima anual registrada es de 26,2 grados centígrados. Durante el año se observan variaciones en la temperatura que van desde los 4,0 grados centígrados como mínima, hasta los 30,6 °C como máxima.
De acuerdo a datos del meteorológico el mes más frío y caluroso, ha sido abril con una máxima de 39 °C (1995) y mínima -17 °C (1990). Los meses con mayor lluvia comienzan en mayo y terminan en octubre.
A continuación mostramos una tabla con todos los datos del clima:
Prom = Promedio, 
Temp = Temperatura.
| Mes        | Prom. Temp. Max. | Prom. Temp. Min. | Récord Temp. Max. | Récord Temp. Min. | Media días de lluvia | Lluvia   |
| ---------- | ---------------- | ---------------- | ----------------- | ----------------- | -------------------- | -------- |
| Enero      | 20° C            | 3° C             | 29° C (1994)      | -15° C (1991)     | 1                    | 19,9 mm  |
| Febrero    | 21° C            | 4° C             | 31° C (1996)      | -15° C (1989)     | 1                    | 10,9 mm  |
| Marzo      | 23° C            | 6° C             | 36° C (2006)      | -16° C (1990)     | 2                    | 9,1 mm   |
| Abril      | 25° C            | 8° C             | 39° C (1995)      | -17° C (1990)     | 3                    | 32,8 mm  |
| Mayo       | 25° C            | 9° C             | 34° C (1998)      | -12° C (1990)     | 8                    | 72,1 mm  |
| Junio      | 23° C            | 10° C            | 34° C (1992)      | -11° C (1990)     | 12                   | 226,7 mm |
| Julio      | 22° C            | 8° C             | 31° C (2000)      | -12° C (1990)     | 11                   | 128 mm   |
| Agosto     | 22° C            | 8° C             | 30° C (2006)      | -12° C (1990)     | 12                   | 132,8 mm |
| Septiembre | 21° C            | 8° C             | 30° C (1976)      | -13° C (1989)     | 12                   | 237,4 mm |
| Octubre    | 21° C            | 7° C             | 30° C (2003)      | -15° C (1986)     | 7                    | 82,3 mm  |
| Noviembre  | 20° C            | 4° C             | 33° C (1995)      | -14° C (1990)     | 2                    | 16 mm    |
| Diciembre  | 19° C            | 3° C             | 30° C (2009)      | -16° C (1988)     | 1                    | 11,4 mm  |

## Historia
El nombre completo de este poblado es Santo Toribio Xicohtzinco, en honor al español Santo Toribio de Liébana obispo de Astorga, que vivió en el siglo V. Sus restos fueron llevados al monasterio de Liébana (Cantabria) junto con una reliquia de la Cruz de Cristo que este obispo trajo de Tierra Santa. 
La primera referencia bibliográfica que encontramos de Santo Toribio Xicohtzinco corresponde a la fase Texoloc (800-350 a.C.). Al final de la fase anterior, denominada Tlatempa, el poblado experimentó un crecimiento demográfico no sólo como consecuencia del incremento regular de la población asentada en la misma, sino por la llegada de nuevas gentes y hacia el año 800 debió convertirse en una villa con control sobre algunas aldeas periféricas.
La llegada de nuevos habitantes y los conocimientos que aportaron dieron nuevo vigor a la villa de Santo Toribio Xicohtzinco, la que se convirtió a mediados de la fase Texoloc en uno de los 21 pueblos que mantenían un control regional sobre 47 villas y 160 aldeas, en las que habitaba una población cercana a las 125 685 personas, cubriendo una extensión aproximadamente de 2700 km. En esta fase, se comienza la construcción de un centro ceremonial.  
El utillaje que caracteriza a esta fase fue elaborado en piedra tallada y pulida. En este poblado se encontraron unos utensilios llamado “desfibradores”, que servían para desfibrar las hojas del maguey para obtener ixtle, usado la elaboración de textiles. 
Durante los años 400-350 a.C., finaliza la fase Texoloc y comienza la fase Tezoquipan (350 a.C. a 100 d.C.). Santo Toribio, al igual que las demás poblaciones de los asentamientos más antiguos de Tlaxcala, alcanza en esta etapa un auge tecnológico y cultural debido en gran parte a los sistemas de cultivo y de riego, así como a los instrumentos agrícolas utilizados. El final de esta etapa se caracteriza por una disminución de la población a causa de las emigraciones. El pueblo que se encontraba en Xicohtzinco perdió importancia y con el tiempo la recuperó, ya que a la llegada de los españoles, era un pueblo que pertenecía al cuarto tequitl de la cabecera de Ocotelulco.
La evangelización llega a Santo Toribio de la mano de los franciscanos que arriban al convento de Tepeyanco, municipio al norte de Xicohtzinco, en el año de 1554. Para estas fechas Xicohtzinco era una iglesia de visita que dependía de dicho convento y que junto con Santa Catalina, San Marcos, San Antonio, Nuestra señora, Santa Isabel y San Luis, eran atendidos por los frailes franciscanos de Tepeyanco. 
Para 1820, Tlaxcala es dividida en siete partidos: el de la capital, Ixtacuixtla, Nativitas, Chiautempan, Huamantla, Tetla y Tlaxco. Santo Toribio Xicohtzinco, se ubicaba dentro del partido de Nativitas. 
Al término de la intervención francesa, siendo gobernador sustituto Miguel Lira y Ortega, el estado es dividido territorialmente en 5 distritos: Hidalgo, Zaragoza, Juárez, Morelos y Ocampo. Santo Toribio Xicohtzinco pertenece esta vez al distrito de Zaragoza. 
Durante el porfiriato, Xicohtzinco, junto con Papalotla, se unen para comprar la hacienda de Pulula, en el año de 1899, el valor de dicha hacienda fue de 16 000 dólares. Por lo regular gente de un pueblo o más se unía para comprar una propiedad y formar así una sociedad agrícola.
Durante los festejos del 15 de septiembre de 1910, el pueblo de Santo Toribio Xicohtzinco participó en las manifestaciones que se llevaron a cabo en contra del gobierno y a favor de Francisco I. Madero.
El día 16 de septiembre el pueblo de Xicohtzinco se preparaba para manifestarse libremente en las celebraciones de ese día. Al llegar a la plaza, según declaraciones de Agustín García, se toparon con treinta hombres, los cuales al grito de "¡viva Madero!", abrieron fuego en contra de los soldados por los que estos tuvieron que defenderse y dispararon en contra de la multitud, misma que poco a poco fue creciendo al escuchar los disparos. En medio de balas, gritos y piedras, la población echó a los soldados fuera. La declaración del comandante Agustín García sirvió para "justificar" las muertes de la población, que pereció en el enfrentamiento. Dicho argumento ayudó al gobierno del estado para defenderse de los atropellos que causaron en el pueblo. Así, resulta indudable la manipulación de la información, lo que provocó cateos arbitrarios en los hogares de la población y obreros. El Sr. Cruz Rojas resultó aprehendido durante el cateo, por poseer una carabina Remington en sus manos, la cual utilizó para enfrentar a la tropa, Cruz Rojas fue a la cárcel acusado de haber sido uno de los responsables de los hechos del 16 de septiembre.
Para 1945, Xicohtzinco es nombrado municipio libre y se le otorga autonomía política y administrativa.

## Carnaval
Conjunto de valores, orgullos, tradiciones, símbolos, creencias y modos de comportamiento que funcionan como elementos dentro de un grupo social.

## Introducción
Fue introducido a Tlaxcala por los colonizadores españoles desde el siglo XVII, las danzas y música de carnaval fueron creadas por indígenas tlaxcaltecas a partir de la asimilación que hicieron de los bailes y música llegados de Europa entre el siglo XVI y el XIX.

## Características generales de las danzas
Las danzas tlaxcaltecas de carnaval, a pesar de ser distintas entre sí, tienen dos características en común, en primera son satíricas, los participantes hacen mofa las clases altas de distintas etapas históricas del estado, así como las coreografías, en segundo poseen un fuerte carácter religioso, resultado de la mezcla de los pensamientos cristianos e indígena nahua.

## Historia
El carnaval sintetiza elementos indígenas y europeos, ritos y ceremonias ancestrales que utilizan elementos como la garrocha o la vara, que representa el eje del mundo, instrumentos de fecundación de la tierra y primera danza bailada por tlaxcaltecas y españoles juntos.

## Organización
Todo el trabajo que se lleva a cabo se da de forma voluntaria y durante varias semanas en la que hombres, mujeres y niños participan en los ensayos de las diversas danzas juntando de casa, en casa el presupuesto para todos los preparativos y pagar la música.
Gracias a la importancia cultural que tiene el carnaval para Tlaxcala, el 12 de febrero del 2013 fue declarado patrimonio cultural inmaterial de la Entidad.

## Danzas representativas
En Xicohtzinco, al igual que en Zacatelco, el carnaval es de chivarrudos, que son una sátira a los caporales y hacendados de mediados del siglo XIX. Ellos brincan al son de huehuetl (teponaztle) mientras recitan versos del tipo picaresco burlando y brincoteando alrededor de un toro hecho de papel, varas y cartón. A la hora del remate, el número de participantes aumenta y todos se concentran en el centro del barrio o comunidad para rematar la época de carnaval con la quema de toros pirotécnicos.

## Vestimenta
El traje carnavalesco de influencia indígena, con indumentaria de capa de rosas multicolores bordada de madeja y lentejuelas, pantalón negro, camisa blanca, corbata, zapato o bota negra, cueros, cuartas, máscara, plumero (sombrero de plumas de avestruz). Los hombres del cuadro llevan pantalón –definido por integrantes–, sombrero con una o dos plumas, chaleco, zapato negro, máscara, listones y corbata. Las mujeres usan vestido –definido por integrantes–, zapatos que combinen con el vestido y sombrero.

## Comida típica
La gastronomía tlaxcalteca consiste en una larga lista de nombres en náhuatl o en mexicanismos que esconden una gran variedad de condimentos: pasando por las tlatlapas, xocoyoles y nopalachitles, hasta el huaxmole, el texmole y el chilatole, sin olvidar, claro, los escamoles, los tlacoyos, los huazontles y el huitlacoche.
Todas estas recetas tienen un toque exótico como son los insectos: los xahuis o gusanos del mezquite, los gusanos y picudos del nopal, las hormigas mieleras y los gusanos de laguna.
Los principales platillos y de los que más destacan son: el molote, mole de guajolote, carnitas de res, tlacoyos, chalupas, pellizcadas, tamales de anís, pollo en xoma, mole verde de pata de res, chilaquiles verdes y rojos.

## Fiestas principales
El 16 de abril se celebra la fiesta en honor al santo patrón del municipio Santo Toribio de Astorga.
El segundo viernes de cuaresma se celebra la fiesta religiosa en honor a la Preciosa Sangre de Cristo, en donde varias personas de poblaciones aledañas al municipio vienen a dar gracias por los beneficios recibidos realizando procesiones desde su localidad hasta el templo.
El municipio de Xicohtzinco cuenta con trece barrios:
El Llano.
Saltillo.
Chalmita.
Techaloya.
Santa Filomena.
Tlacoya.
El Cerrito.
San Isidro.
Corazón de Jesús.
Guadalupe.
El Rancho.
El Capulín.
El Nogal.
Según lo marque el calendario, los integrantes de cada barrio se organizan para venerar al Santo que se encuentre en sus respectivas capillas, por lo que se realizan diferentes eventos como concursos deportivos: carreras de bicicletas, luchas, box, entre otras; eventos culturales como: concurso de bandas musicales y bailes gratis.
También se celebran las fiestas navideñas, con posadas en los diferentes barrios y la principal que es la de la iglesia. En enero se celebra el levantamiento del Niño Dios y el ya tradicional día de la Candelaria, el 2 de febrero.
Una de las tradiciones que hasta la fecha se sigue conservando es el carnaval, el cual se lleva a cabo una semana antes del miércoles de ceniza, durante la cuaresma. El carnaval está integrado por personajes muy característicos denominados Huehues, Charros, y la representación del Casamiento Indígena, los cuales bailan polkas, la danza de la culebra y el tlaxcalteco respectivamente.
Uno de los personajes más característicos del municipio son los Chivarrudos vestidos de chivarras de cuero, máscaras, sombreros negros forrados con papeles de colores haciendo una remembranza de los tiempos porfirianos al son de los teponastles, brincan montados en caballitos de madera persiguiendo un toro de carrizo con cartón y juegos pirotécnicos, quienes andan saltando por todas las calles del municipio diciendo versos con rima. Cada barrio se organiza para salir a danzar durante dos fines de semana y posteriormente realizan bailes populares.
El día de muertos es una fiesta tradicional religiosa muy especial, ya que la mayoría de los habitantes del municipio elaboran pan de muerto hojaldras y lisos, dulce de calabaza e higo, que se colocan en un altar, con veladoras, ceras, flor de cempasúchil e incienso, y demás platillos que degustaba el difunto, se coloca también un camino de flores, esto por la creencia de que las flores indican el camino de las animas.

## Monumentos históricos.
Iglesia de Santo Toribio Obispo de Astorga
La época de su construcción data de los siglos XVIII y XIX. Conserva barda atrial con portadas laterales de acceso, sobre la principal que es de construcción posterior, hay una torre de dos cuerpos con reloj. La fachada es de ladrillo con incrustaciones de azulejo, en su interior cuenta con retablos neoclásicos y barroco estípites. La fachada principal es de aplanado rosa-blanco, los muros y la cubierta son de piedra, la cubierta tiene un espesor de un metro y la forma de la cúpula es abovedada con lunetos, cuenta con dos torres, la torre izquierda contiene una inscripción que dice "se comenzó esta obra el 3 de enero del año de 1801 y se acabó el 8 de mayo de 1803. La construcción de la segunda cúpula de los cimientos se inició el 18 de agosto de 1897 y se terminó el 16 de abril de 1900". Ambas torres tienen tres cuerpos, los dos primeros son cuadrangulares y en cada lado tienen arcos de medio punto, el tercero tiene una cúpula octagonal con tambor y con almenas, en cada esquina de éste se remata con una cruz hecha de argamasa.
Santuario de la Preciosa Sangre de Cristo
Se venera la milagrosa imagen de Jesus crucificado, la imagen es conocida como la Preciosa Sangre de Cristo y se conoce por los múltiples milagros que ha hecho dentro de los que destacan, el milagro de la Peste española de 1918, el milagro realizado a Mons. Pedro Vera y Zuria Arzobispo de Puebla en el año de 1945, el milagro de la lluvia de 1998, y miles de peticiones cumplidas a los fieles que acuden a su santuario en las festividades del 2 viernes de cuaresma y el 1 de julio en peregrinación para agradecer las mandas cumplidas.
Capilla de Santa Filomena
La Capilla a Santa Filomena "fue edificada durante el siglo XIX. Su fachada principal es de aplanado, los muros y la cubierta están hechos en piedra, el ancho de los muros es de 60 cm., y la forma de la cubierta es abovedada de cañón, la fachada se compone de arco de medio punto, frontón triangular con óculo y se remata con un par de espadañas las cuales en el centro tienen una campana pequeña; en su interior se cuenta con un altar con columnillas y piso de mosaico.
La festividad de la virgen de Santa Filomena se lleva al cabo el 5 de julio donde los ciudadanos de la comuna festejan a la imagen con una fiesta patronal en su honor.

## Presidentes Municipales
| Nombre                          | Periodo   |
| ------------------------------- | --------- |
| Francisco Rugerio Flores        | 1950-1952 |
| Dolores Morales Flores          | 1952      |
| Rutilo Pérez Morales            | 1953-1954 |
| Feliciano Carvente              | 1954-1955 |
| Adrián Ramírez                  | 1956-1958 |
| Porfirio Jaramillo Ontiveros    | 1959-1961 |
| Dolores Morales Flores          | 1962-1964 |
| Amador Pérez Pérez              | 1965-1967 |
| Dionisio Torres                 | 1968-1970 |
| Francisco Munive García         | 1971-1973 |
| Josafat Flores R.               | 1974      |
| Eugenio Badillo M.              | 1974      |
| Sabino Jaramillo Hernández      | 1974-1976 |
| Edmundo Santacruz Xilotl        | 1977-1979 |
| Miguel Pérez Pérez              | 1980-1982 |
| Francisco Corte Hernández       | 1983-1985 |
| Plácido Ortiz Corte             | 1986-1988 |
| Humberto Morales Rojas          | 1988-1991 |
| Tomás Rojas Rojas               | 1992-1994 |
| Aarón Pérez Pérez               | 1995-1998 |
| Rogaciano Evaristo Meza Algredo | 1999-2002 |
| Edilberto Algredo Jaramillo     | 2002-2005 |
| Victoriano Corte Jaramillo      | 2005-2008 |
| Humberto Morales Badillo        | 2008-2011 |
| Luis Alberto García Badillo     | 2011-2014 |
| Juan Carlos Rojas Meza          | 2014-2016 |
| José Isabel Badillo Jaramillo   | 2017-2021 |
| Luis Ángel Barroso Ramírez      | 2021-2024 |
| Juan Ramírez Ávalos             | 2024-2027 |